# 가톨릭대학교 인천성모병원
가톨릭대학교 인천성모병원(가톨릭大學校仁川聖母病院，The Catholic University of Korea Incheon St. Mary's Hospital)은 인천광역시 부평구 동수로 56 (부평6동 665-8)에 있는 가톨릭대학교 부속 병원이다.
인천 지역 최초의 퍼스트 대학병원이다. 1955년 6월 27일 '성모자애병원'으로 개원하였으며 1962년 4월 가톨릭의과대학 부속 병원으로 편입되었다. 2008년 7월 15일 가톨릭대학교 인천성모병원으로 이름이 바뀌었다.

## 연혁
- 1955년 6월 27일 성모자애병원 개원
- 1962년 4월 7일 가톨릭의과대학 부속병원 편입 “인천지역 최초 대학병원”
- 1963년 1월 한국 순교복자 수녀회로 병원 경영 이관
- 1971년 4월 병원 확장 공사
- 1977년 9월 종합병원 승격
- 1985년 2월 별관 준공
- 1986년 6월 개설법인 명칭 변경(천주교 서울대교구 유지재단)
- 1992년 7월 본관 6층 옥상에 증축
- 1994년 9월 개설법인 명칭 변경(학교법인 가톨릭학원)
- 1996년 3월 별관 신축
- 2004년 7월 29일 지역응급의료센터 승격
- 2005년 10월 1일 천주교 인천교구로 경영권 이양
- 2007년 10월 25일 종합건강증진센터 및 주차빌딩 준공
- 2008년 7월 15일 인천성모병원으로 명칭 변경
- 2010년 12월 22일 신관 의료복합동 완공 (지하 3층, 지상 15층)
- 2013년 9월 16일 가톨릭대 인천성모병원 장례식장 개장
- 2014년 2월 17일 국제성모병원 개원
- 2015년 1월 1일 상급종합병원 승격
- 2018년 5월 뇌병원 준공식
- 2018년 6월 11일 뇌병원 외래진료 오픈
- 2018년 11월 국내 국내 최초 첨단 암치료장비 '메르디안 라이낙' 도입
- 2018년 11월 가톨릭대학교 인천성모병원 어린이병원 오픈
- 2018년 12월 27일 2018년도 정보보호 관리체계 ISMS 인증 획득
- 2019년 1월 7일 인천지역 유일 권역별호스피스센터 지정
- 2019년 3월 1일 최첨단 전산시스템 nU 도입
- 2019년 4월 1일 권역호스피스센터 개소
- 2019년 4월 23일 비만대사수술센터 개소
- 2019년 8월 TAVI(경피적 대동맥판막 치환술) 승인 기관 지정
- 2019년 8월 3일 보건복지부 3주기 의료기관 인증 획득
- 2019년 11월 26일 대한민국 안전대상 시상식 행정안전부 장관상 수상
- 2020년 1월 27일인광역시 광역치매센터 개소식

1. ↑  보건복지부 (2014년 12월 23일). “2015∼2017년 상급종합병원 43개소 선정”. 2015년 1월 6일에 확인함.
2. ↑  신범수 (2008년 1월 9일). “성모자애병원, '인천성모병원'으로 명칭 변경”. 아시아경제. 2009년 7월 6일에 확인함.